# Epiphragma fuscoterminale
Epiphragma fuscoterminale là một loài ruồi trong họ Limoniidae. Chúng phân bố ở miền Australasia.